# Copa Hopman de 2017
A Copa Hopman de 2017 foi a 29ª edição do torneio entre países do tênis em mistas, organizada pela Federação Internacional de Tênis.
Kristina Mladenovic e Richard Gasquet da França derrotaram os estadunidenses Coco Vandeweghe e Jack Sock na final.

## O torneio
O torneio reune duplas mistas de tenistas de oito países, divididos em dois grupos de quatro países aonde todos jogam contra todos  em melhor de três sets. Cada set é dividio num sistema de rodizio, sendo duas partidas de simples com os naipes masculino e feminino e uma partida de duplas mistas. As melhores equipes de cada grupo se classificam para a grande final.

## Equipes
| País           | Jogadora            | Jogador          |
| -------------- | ------------------- | ---------------- |
| Alemanha       | Andrea Petkovic     | Alexander Zverev |
| Austrália      | Daria Gavrilova     | Nick Kyrgios     |
| Espanha        | Lara Arruabarrena   | Feliciano López  |
| Estados Unidos | Coco Vandeweghe     | Jack Sock        |
| França         | Kristina Mladenovic | Richard Gasquet  |
| Grã-Bretanha   | Heather Watson      | Dan Evans        |
| Chéquia        | Lucie Hradecká      | Adam Pavlásek    |
| Suíça          | Belinda Bencic      | Roger Federer    |

## Fase de Grupos
As equipes foram divididas em dois grupos de quatro países, onde jogam entre si em melhor de 3 sets.

### Grupo A
| Pos. | Equipes      | V | D | Sets | Games  |
| ---- | ------------ | - | - | ---- | ------ |
| 1.   | França       | 3 | 0 | 7–2  | 88–78  |
| 2.   | Suíça        | 2 | 1 | 6–3  | 97–75  |
| 3.   | Alemanha     | 1 | 2 | 4–5  | 78–87  |
| 4.   | Grã-Bretanha | 0 | 3 | 1–8  | 71–101 |

#### Segunda-feira, 2 de janeiro
França 2 vs. 1 Alemanha
Andrea Petkovic (ALE) x   Kristina Mladenovic (FRA) 6-2 6-1 
Richard Gasquet (FRA) x  Alexander Zverev (ALE) 7-5 6-3 
Kristina Mladenovic / Richard Gasquet (FRA) x  Andrea Petkovic / Alexander Zverev (ALE) 4 -2 4-1
Suiça 3 vs. 0 Reino Unido
Roger Federer (SUI) x  Dans Evans (GBR) 6-3 6-4 
Belinda Bencic (SUI) x Heather Watson (GBR) 7-5 3-6 6-2 
Berlinda Bencic /  Roger Federer (SUI)  x  Heather Watson / Dans Evans (GBR) 4-0 4-1

#### Quarta-feira, 4 de janeiro
França 3 vs. 0 Reino Unido
Kristina Mladenovic (FRA) x Heather Watson (GBR) 6-4 5-7 6-3 
Richard Gasquet (FRA) x Dan Evans (GBR) 6-4 6-2
  Kristina Mladenovic / Richard Gasquet(FRA) x Heather Watson / Dan Evans (GBR) 4-3 (4) 4-3 (2)
Suiça 2 vs. 1 Alemanha
Alexander Zverev (ALE) x Roger Federer (SUI) 7-6 (1) 6-7 (4 ) 7-6 (4) 
Belinda Bencic (SUI) x Andrea Petkovic (ALE) 6-0 6-4
Berlinda Bencic / Roger Federer (SUI) x  Alexandre Zverev /Andrea Petkovic (ALE) 4-1 4-2

#### Sexta-feira, 6 de janeiro
Alemanha 2 vs. 1 Reino Unido
Heather Watson (GBR) x Andrea Petkovic (ALE) 6-2 7-6 (3) 
Alexander Zverev (ALE) x Dan Evans (GBR)  6-4 e 6-3
  Andre Petkovic / Alexander Zverev (ALE) x  Heather Watson / Dan Evans (GBR) 4-2 4-2
França 2 vs. 1 Suíça
Roger Federer (SUI) x Richard Gasquet (FRA) 6-1 6-4 
Kristina Mladenovic (FRA) x Belinda Bencic (SUI) 6-4 2-6 6-3 
Kristina Mladenovic /  Richard Gasquet(FRA) x Berlinda Bencic / Roger Federer (SUI) 4 -2 4-2

### Grupo B
| Pos. | Equipes        | V | D | Sets | Games  |
| ---- | -------------- | - | - | ---- | ------ |
| 1.   | Estados Unidos | 3 | 0 | 8–1  | 110–77 |
| 2.   | Espanha        | 2 | 1 | 4–5  | 82–82  |
| 3.   | Chéquia        | 1 | 2 | 3–6  | 88–97  |
| 4.   | Austrália      | 0 | 3 | 3–6  | 77–98  |

#### Domingo, 1º de janeiro
EUA 3 vs. 0 República Checa
Coco Vandeweghe (EUA) x Lucie Hradecka (CZE) 6-4 6-2
Jack Sock (EUA) x Adam Pavlasek (CZE)  7-5, 3-6 e 6-3
CocoVandeweghe / JackSock(EUA) x  Lucie Hradecka /Adam Pavlasek(CZE) 2-4 4-2 4-1
Espanha  2 vs. 1  Austrália
Nick Kyrgios (AUS) x Feliciano Lopez (ESP) 6-3 6-4 
Lara Arruabarrena (ESP) x Daria Gavrilova (AUS) 7-5 6-1 
Lara Arruabarrena / Feliciano Lopez(ESP) x  Daria Gavrilova / Nick Kyrgios (AUS)  4 -0 4-2

#### Terça-feira 3 de janeiro
EUA 3 vs. 0 Espanha
Coco Vandeweghe (EUA) X Lara Arruabarrena (ESP)  6-2 6-4 
Jack Sock (EUA) X Feliciano Lopez (ESP)  3-6, 6-2  6-3 
Coco Vandeweghe / Jack Sock x Lara Arruabarrena / Feliciano Lopez (ESP)  4-3 ( 3) 3-4 (2) 4-3 (2)
República Checa 2 vs. 1 Austrália
Nick Kyrgios (AUS) x Adam Pavlasek (CZE) 7-5 6-4 
Lucie Hradecka (CZE) x Daria Gavrilova (AUS) 4-6 6-4 6-4
Lucie Hradecka /Adam Pavlasek(CZE) x Nick Kyrgios / Daria  Gavrilova (AUS) 3-4 (1) 4-3 (1) 4-2

#### Quinta-feira, 5 de janeiro
Espanha 2 vs. 1  República Checa
Lucie Hradecka (CZE) x Lara Arruabarrena (ESP) 6-2 6-4 
Feliciano Lopez (ESP) x Adam Pavlasek (CZE) 7-6 (5) 6-4
Lara Arruabarrena / Feliciano Lopez (ESP)  x Lucie  Hradecka /  Adam Pavlasek (CZE) 4-2 4-1
EUA 2  vs. 1 Austrália
Jack Sock (EUA) x Nick Kyrgios (AUS) 6-2 6-2 
Daria G1avrilova (AUS) x Coco Vandeweghe EUA) 6-3 4-6 7-5 
Coco Vandeweghe / Jack Sock (EUA) x  Daria Gavrilova / Matt Ebden (AUS) * 4-1 4-1 
* Matt Ebden substituiu Nick Kyrgios, que se retirou das duplas mistas devido a lesão

## Final
A final foi realizada com os vencedores de seus respectivos grupos, França e Estados Unidos.
França se consagrou-se campeã ao vencer os Estados Unidos  por 2 sets a 1.

#### Sábado, 7 de janeiro
França 2 vs. 1  EUA
Richard Gasquet (FRA) x Jack Sock (EUA) 6-3 5-7 7-6 (6) 
Coco Vandeweghe (EUA)  x Kristina Mladenovic (FRA) 6-4 7-5
Kristina Mladenovic / Richard Gasquet (FRA)  x  Coco Vandeweghe / Jack Sock (EUA) 4-1 4-3